# Pszczółki-Czubaki
Pszczółki-Czubaki es un pueblo de Polonia, en Mazovia.  Se encuentra en el distrito (Gmina) de Grudusk, perteneciente al condado (Powiat) de Ciechanów. Se encuentra aproximadamente a 3 km al sureste de Grudusk, 20 km al norte de Ciechanów, y a 95 km  al norte de Varsovia. Su población es de 20 habitantes.
Entre 1975 y 1998 perteneció al voivodato de Ciechanów.